# Gąsin (Pruszków)

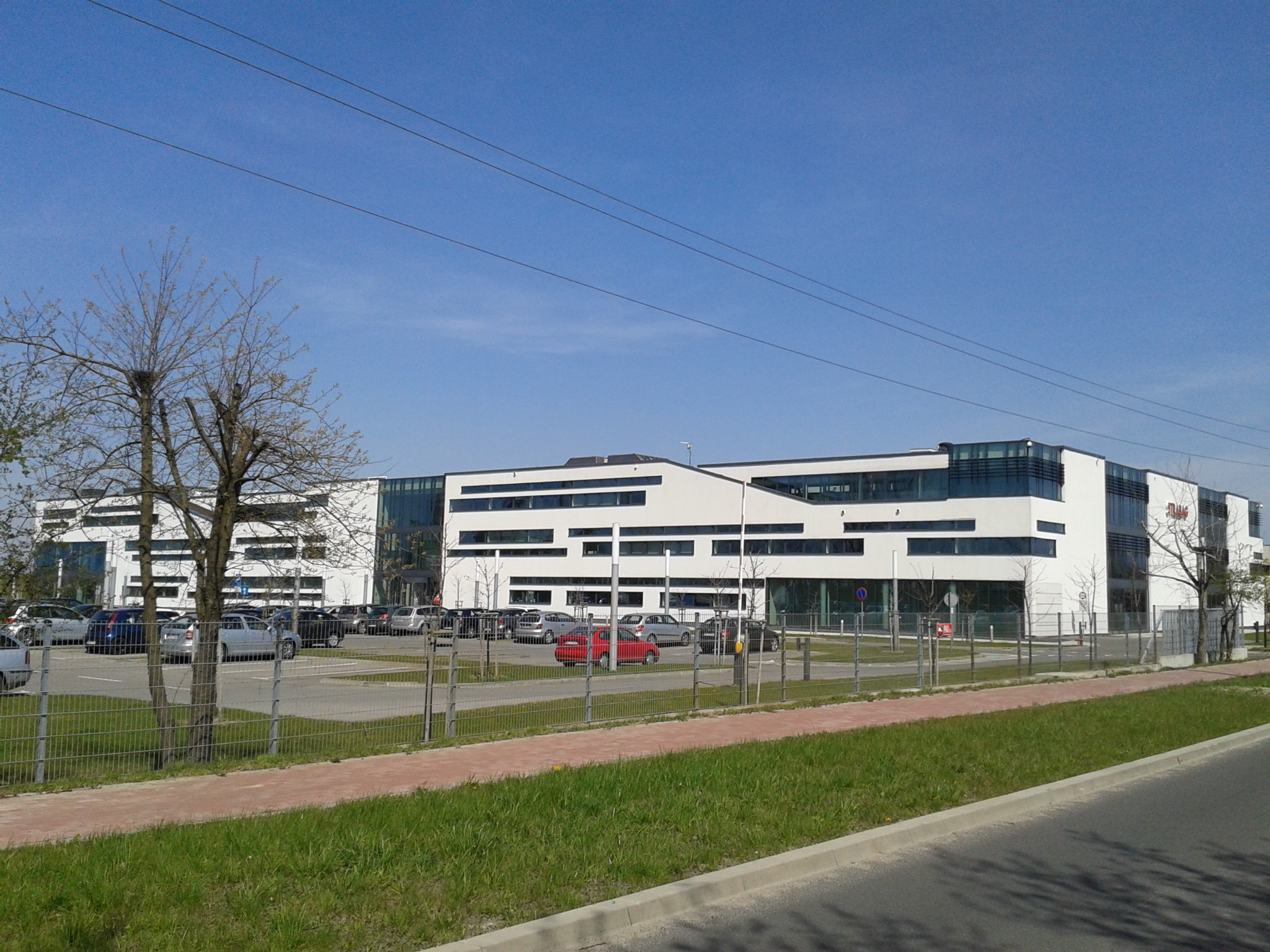
Główna siedziba koncernu Strabag SE w Polsce, Pruszków Gąsin

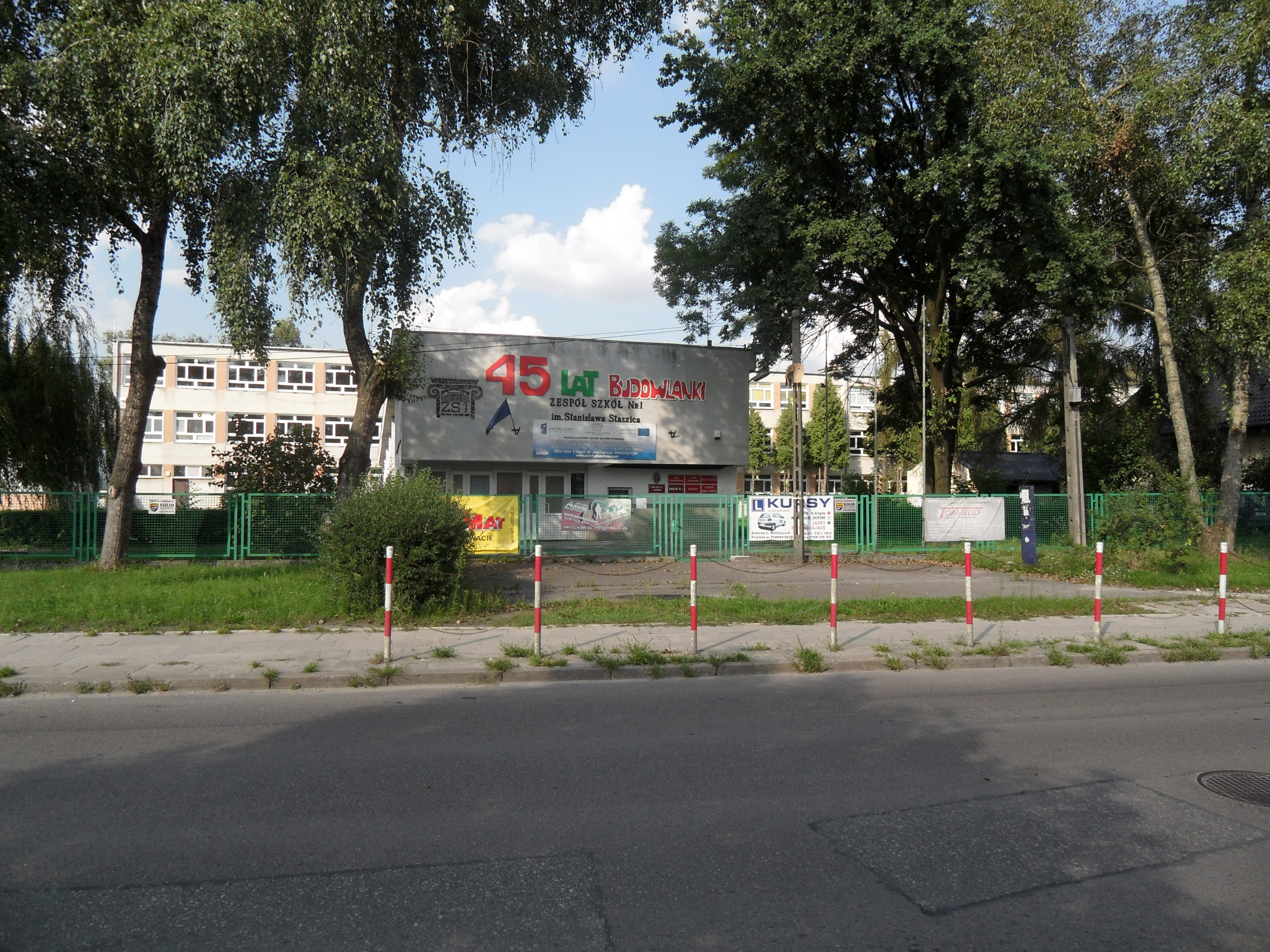
Zespół Szkół nr 1 im. S. Staszica w Pruszkowie

Gąsin – dzielnica miasta Pruszków, leżąca na północnym zachodzie.
Wieś szlachecka Gąsino położona była w drugiej połowie XVI wieku w powiecie błońskim ziemi warszawskiej województwa mazowieckiego.
W XIX wieku Gąsin był folwarkiem należącym do dóbr Helenów. Obecnie jest to słabo zurbanizowana część Pruszkowa, większość powierzchni zajmują użytki rolne. Główną ulicą jest ul. Kazimierza Promyka, stanowiąca przedłużenie drogi wojewódzkiej nr 760. Północną granicę Gąsina oddzielającą go od Żbikowa stanowi rzeka Utrata. Wschodnia część Gąsina posiada funkcję mieszkaniową, są to głównie domy jednorodzinne. Od ulicy Błońskiej na zachód znajduje się część przemysłowa obejmująca m.in. centra logistyczne, Urząd Celny i siedzibę koncernu Strabag.
Gąsin należał niegdyś do gminy Helenów. Jesienią 1954 włączono go do Pruszkowa.
W Gąsinie znajduje się również planowane do wyłączenia z eksploatacji wysypisko śmieci Góra Żbikowska, a także staw retencyjny oraz Elektrociepłownia Pruszków.
Dzielnica posiada połączenia komunikacyjne z Błoniem i Sochaczewem (PKS) oraz jest objęta systemem komunikacji lokalnej (linia nr. 4).
W południowej części Gąsina znajduje się cmentarz komunalny i krematorium (ul. Południowa).
Jest najbardziej na zachód wysuniętą częścią Pruszkowa, graniczy z miejscowościami Moszna-Wieś i Koszajec.

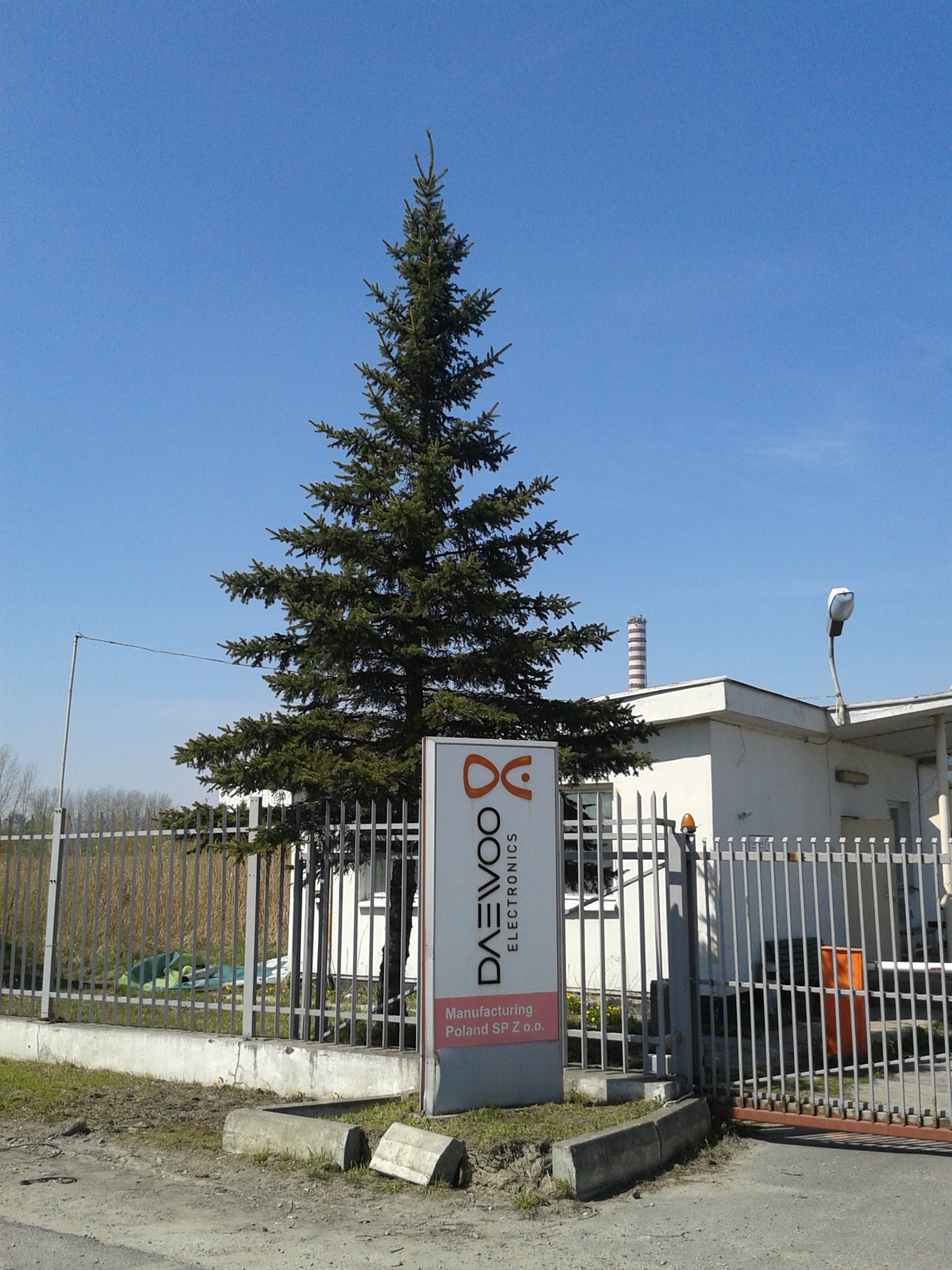
Wjazd na tereny po fabryce Daewoo w Pruszkowie-Gąsinie

## Fabryka telewizorów Daewoo
W 1993 powstała w Gąsinie przy ulicy Parzniewskiej 18 fabryka telewizorów należąca do koncernu Daewoo (Daewoo Electronics Manufacturing), która w 2007 zatrudniała 900 osób. Po 1996 roku powstały dodatkowo linie montażowe sprzętu AGD, ogółem fabryka zajmowała 17 ha, a łączna powierzchnia hal produkcyjnych wynosiła 61000 m². Pracowały cztery linie do montażu telewizorów LCD i trzy CRT, dziennie powstawało ok. 2000 telewizorów (ok. 2000000 sztuk rocznie). W 2009 zakład rozpoczął zwolnienia grupowe, fizyczną likwidację fabryki rozpoczęto w 2012. Obecnie na terenie fabryki istnieje park logistyczny.